# Britten-Norman Islander

El Britten-Norman BN-2 Islander es una aeronave bimotor de transporte de pasajeros, diseñada por el fabricante británico Britten-Norman.

## Historia y diseño
Desmond Norman y John Britten habían constituido una sociedad para el desarrollo de equipo de aspersión de cultivos, y en 1964 iniciaron los trabajos de diseño de un transporte ligero de tercer nivel. El Britten-Norman BN-2 Islander, concebido como un sustituto de nueva generación para el veterano de Havilland Dragon Rapide y otros aparatos similares, atrajo un interés considerable, y en septiembre de 1964 se inició la construcción de un prototipo. Este avión (G-ATCT) realizó su primer vuelo el 13 de junio de 1965, propulsado por dos motores Rolls-Royce Continental IO-360-B de 210 cv, y con alas de una envergadura de 13,72 m. Las pruebas de vuelo sugirieron un número importante de cambios, en particular el incremento de la envergadura en 1,22 m y la instalación de motores Avco Lycoming O-540-E de 260 cv, que de allí en adelante se mantuvieron como planta motriz estándar en los aviones de serie.
Los aviones de las series iniciales eran BN-2 Islander, con una configuración de monoplano de ala alta, fuselaje funcional de sección rectangular, cola convencional, tren de aterrizaje triciclo fijo con dos ruedas en las patas principales y capacidad para acomodar al piloto y nueve pasajeros. Esta disposición de asientos de alta densidad permitía el aprovechamiento máximo de una cabina de tan sólo 1,09 m de ancho, suprimiendo el pasillo central y con accesos consistentes en dos puertas del lado de babor y una a estribor. La salida de emergencia podía efectuarse desmontando las ventanillas de las puertas. El primer ejemplar de serie del BN-2 realizó su vuelo inicial el 24 de abril de 1967, y no habían pasado cuatro meses de dicha fecha cuando entró en servicio el primer Islandar, el 13 de agosto. A mediados de 1969, los BN-2 fueron reemplazados en la línea de producción por los BN-2A Islander, que introducían mejoras aerodinámicas y de equipo, además de una nueva disposición para la carga lateral de equipaje. Desde 1978, la versión estándar de serie lleva la denominación BN-2B Islander II; las principales diferencias consisten en el aumento del peso máximo al aterrizaje, las mejoras en el diseño interior y las hélices de diámetro menor destinadas a reducir el nivel de ruidos en la cabina.
A través de los años las posibilidades de estos aparatos se completaron con una serie de equipos accesorios opcionales. Entre ellos cabe citar los motores alternativos Avco Lycoming IO-540-K1BS de 300 cv, o los turbohélices Allison 250-B17C de 320 cv; los ejemplares propulsados por esta última planta motriz se denominaron BN-2T Turbine Islander. Otros equipos opcionales incluían un morro alargado que proporcionaba un espacio adicional de 0,62 m³ para equipaje, puntas de alas que albergaban depósitos auxiliares de combustible, así como un turboalimentador Rajay que permitía desarrollar mejores prestaciones.
Además de operar como transporte de pasajeros, el Islander puede utilizarse como avión de carga, almacenando los asientos en la bodega de popa; como ambulancia, con capacidad para tres camillas y dos enfermeros, y para diversos cometidos generales, con equipo apropiado. También existen las versiones militares Defender y Maritime Defender; se trata de aviones aptos para diversas misiones, dado que pueden adaptarse a tareas de evacuación de heridos, patrulla, transporte y operaciones de búsqueda y salvamento

## En Servicio
- Cape Air: 4
- Loganair: 2[1]
- 🇦🇷 Argentina: 1
- 🇫🇰 Malvinas: 2
- HC Ecuador: 1 (Aerokashurco)
- Costa Rica: 1 ( Green Airways)

Este tipo de aeronave es muy utilizada actualmente, en República Dominicana La Compañía Sky High Aviation Services Cuenta con 5 Ejemplares

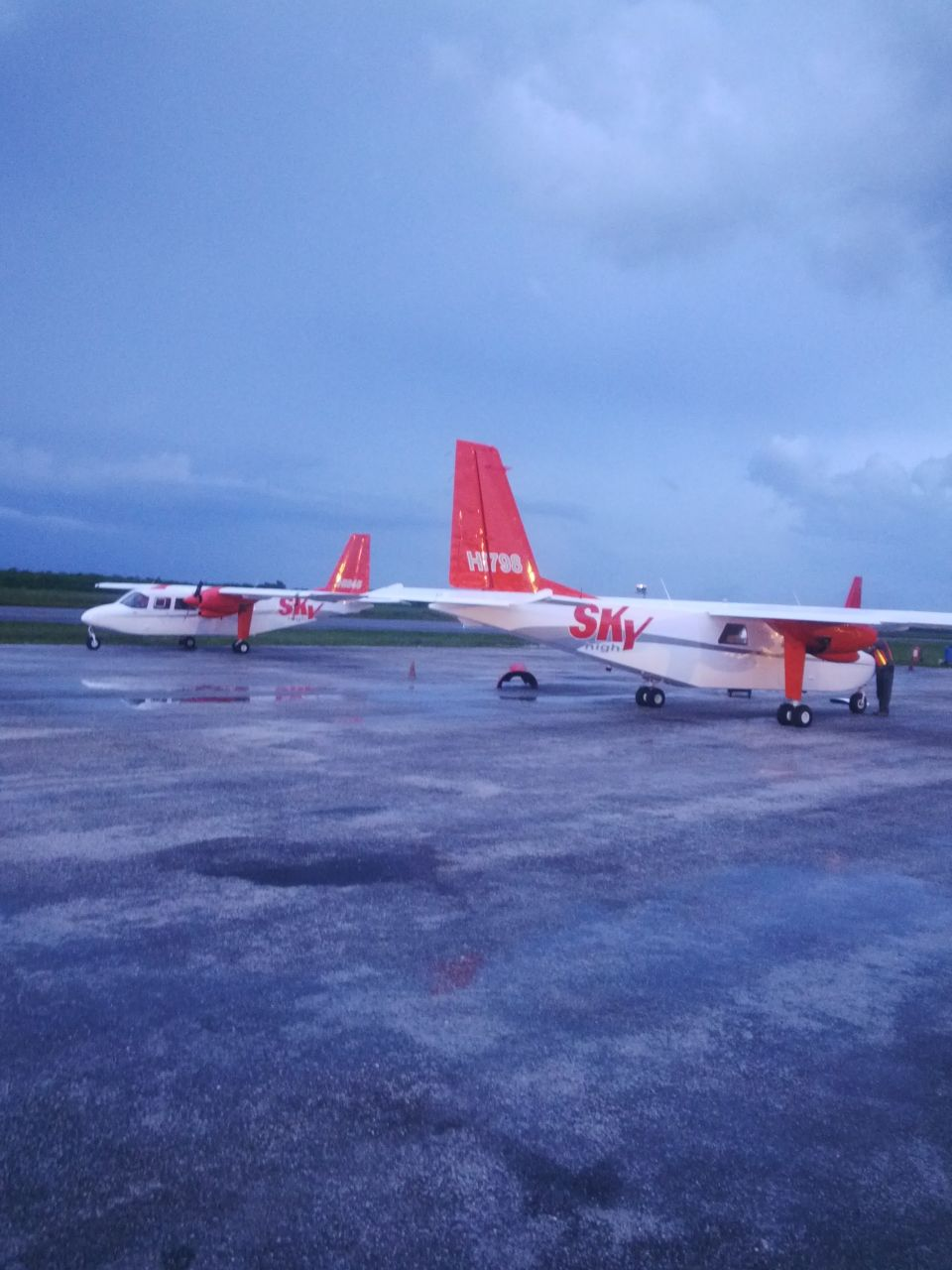

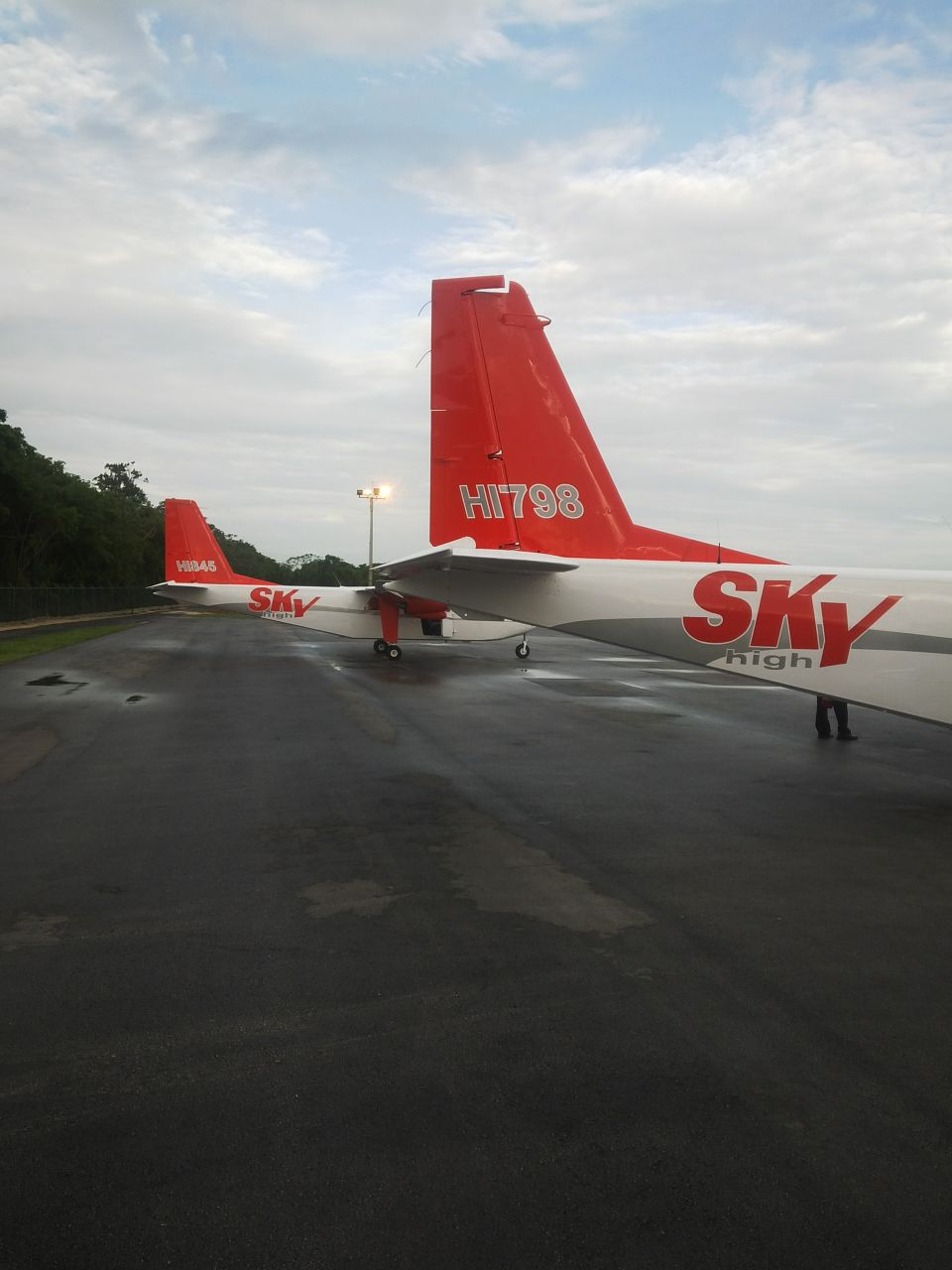

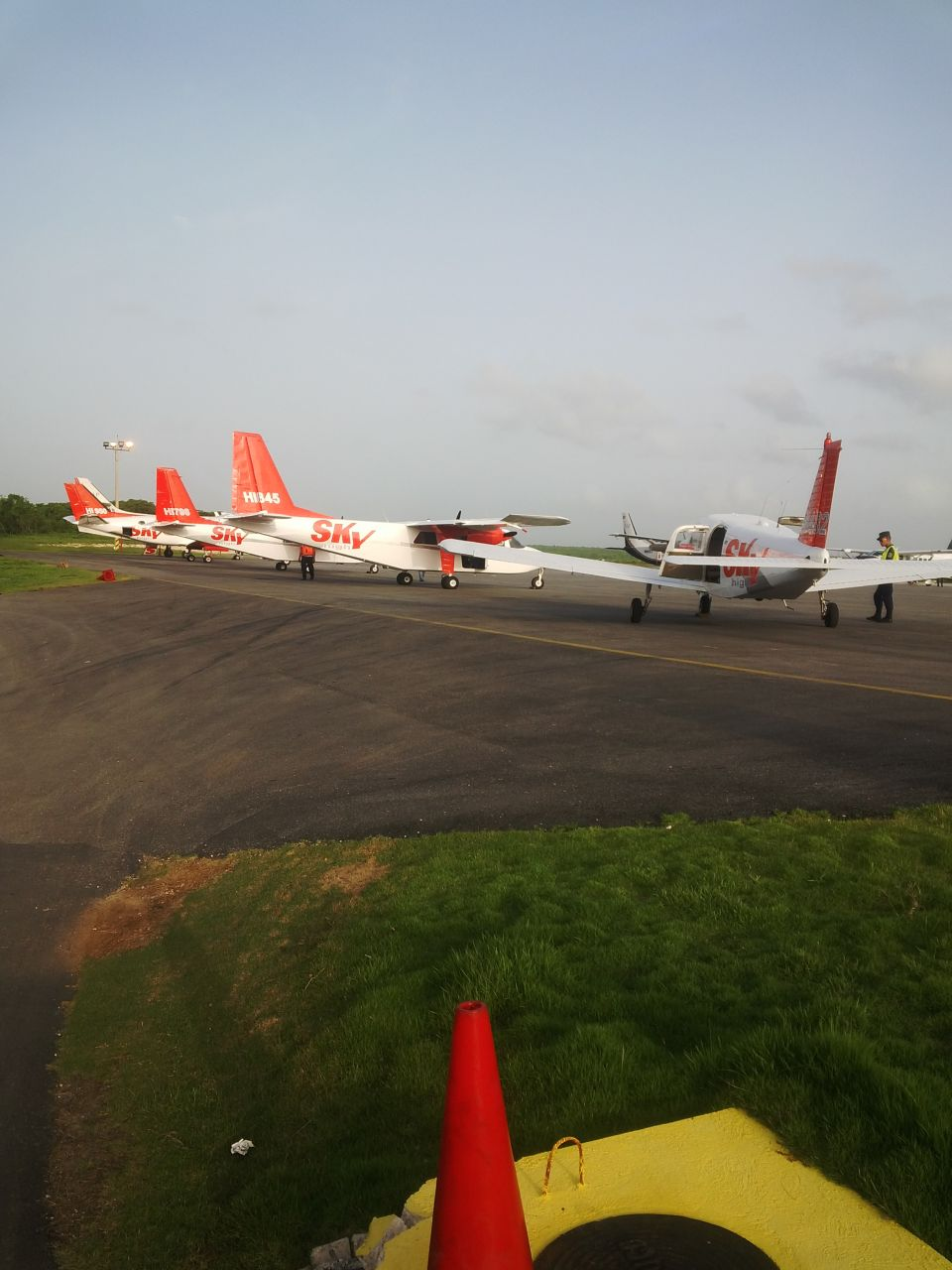

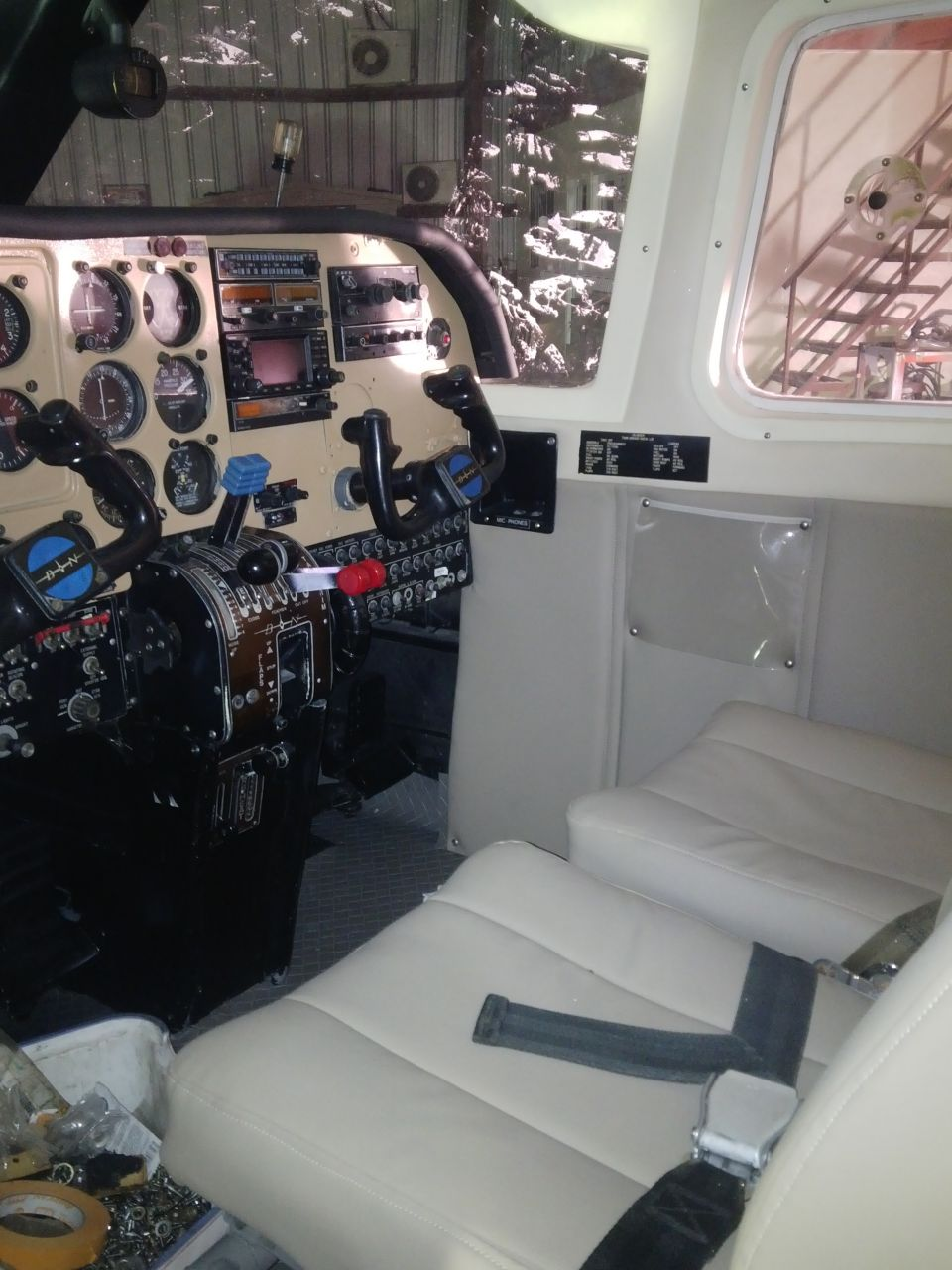

## Especificaciones técnicas
Britten-Norman BN-2B
- Tipo: transporte de línea de tercer nivel
- Planta motriz: dos motores lineales Avco Lycoming O-540-E4C5, de 260 cv

Prestaciones
- Velocidad máx. de crucero: 257 km/h, a 2.135 m
- Velocidad económica de crucero: 241 km/h; a 3.660 m
- Techo de vuelo: 4.450 m
- Carrera de despegue: 50 m
- Carrera de aterrizaje: 70 m
- Alcance a VEC con max. carga útil: 1.400 km

Pesos
- Vacío equipado: 1.638 kg
- Máximo en despegue: 2.994 kg

Dimensiones
- Envergadura: 14,94 m
- Longitud: 10,86 m
- Altura: 4,18 m
- Superficie alar: 30,19 m²